# گمینا رچووو
گمینا رچووو (به لهستانی:  Gmina Ryczywół) یک گمینا در لهستان است که در شهرستان اوبورنگکی واقع شده‌است. گمینا رچووو ۱۵۴٫۵۴ کیلومتر مربع مساحت و ۷٬۱۱۳ نفر جمعیت دارد.